# Xylolejeunea muricella
Xylolejeunea muricella là một loài Rêu trong họ Lejeuneaceae. Loài này được X.-L. He & Grolle mô tả khoa học đầu tiên năm 2001.